# 塩原 (福岡市)
塩原（しおばる）は、福岡県福岡市南区にある地名。1丁目から4丁目までが設置されている。郵便番号は815-0032。

## 概要
福岡市南区の南東部に位置し、西側は日赤通り沿い、東側は那珂川を挟み、博多区竹下・高木に面している。
西鉄天神大牟田線大橋駅の日赤通りを挟んで東側に広がっており、南区役所を始め、南体育館、南図書館、福岡県警察南警察署などがあり、南区の行政施設の拠点となっているほか、九州大学大橋キャンパス（旧・九州芸術工科大学）があることから学生街としても発展している。

## 歴史

### 地名の由来
かつてこの地区には海岸が存在し、海水を煮詰めて塩を作っていたことに由来するといわれ、『筑前国続風土記』には「塩原の由来は、汐原、潮煮塚にあり。この辺まで潮来たり」という記述がある。その跡地に「潮煮塚」という塚が造られたという。2004年（平成16年）、塩原中央公園内に潮煮塚の石碑が建てられた。

### 町域の変遷
| 住居表示実施後           | 実施年月日         | 住居表示実施前（各大字の一部） |
| ------------------------ | ------------------ | ------------------------------ |
| 塩原一丁目から塩原四丁目 | 1983年（昭和58年） | 大字塩原・大字三宅             |

## 主な施設

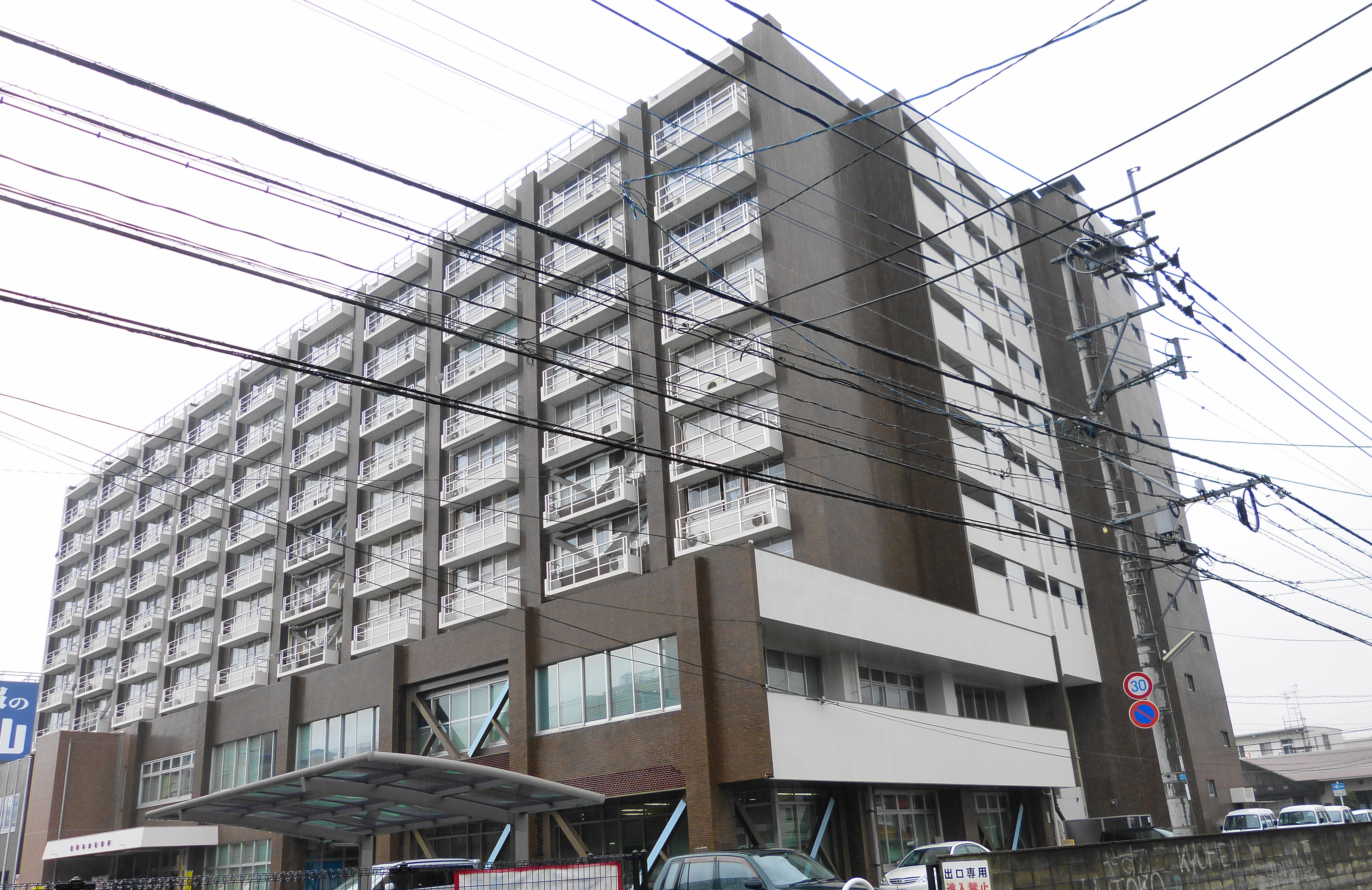
南区役所

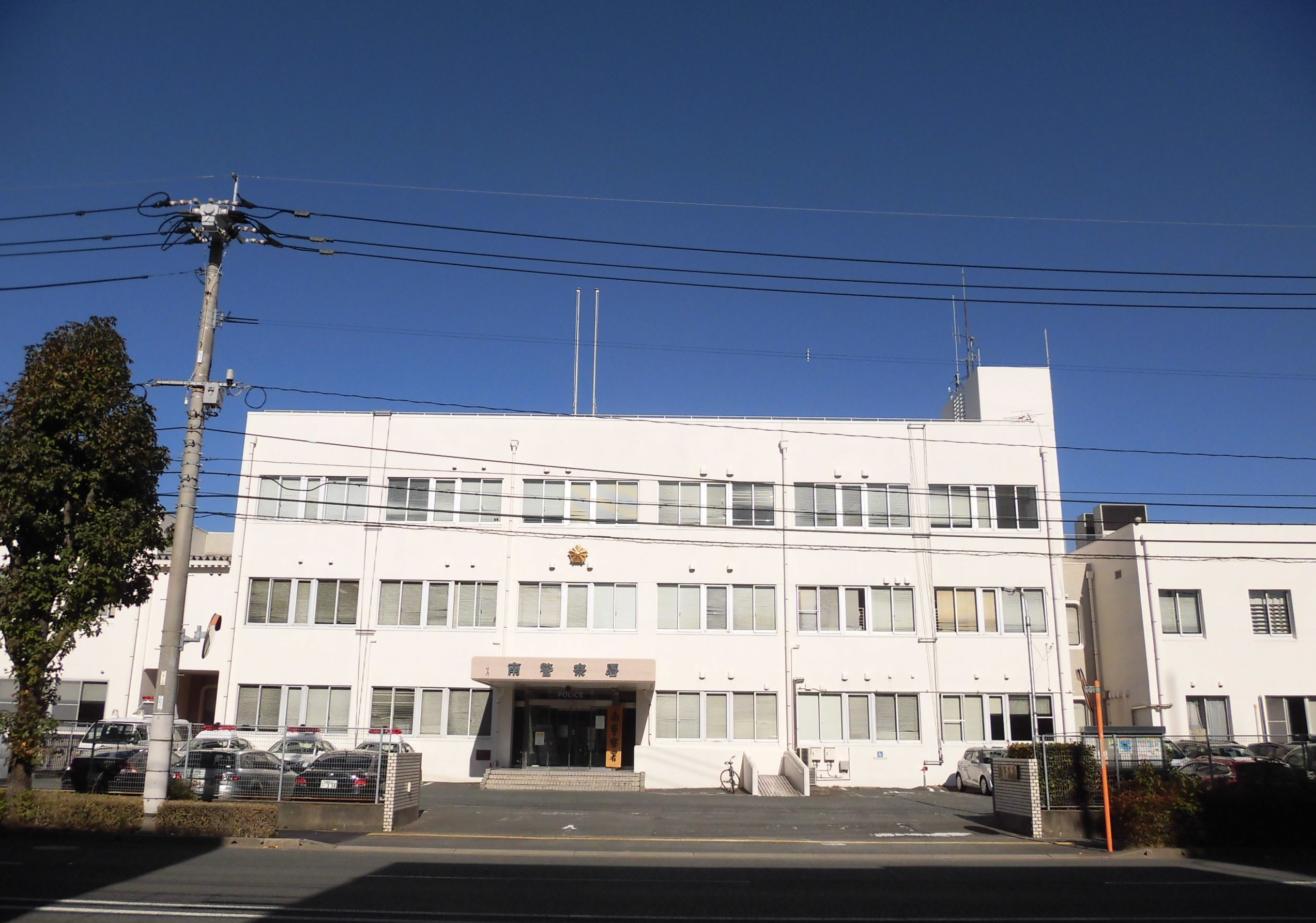
福岡県警察南警察署

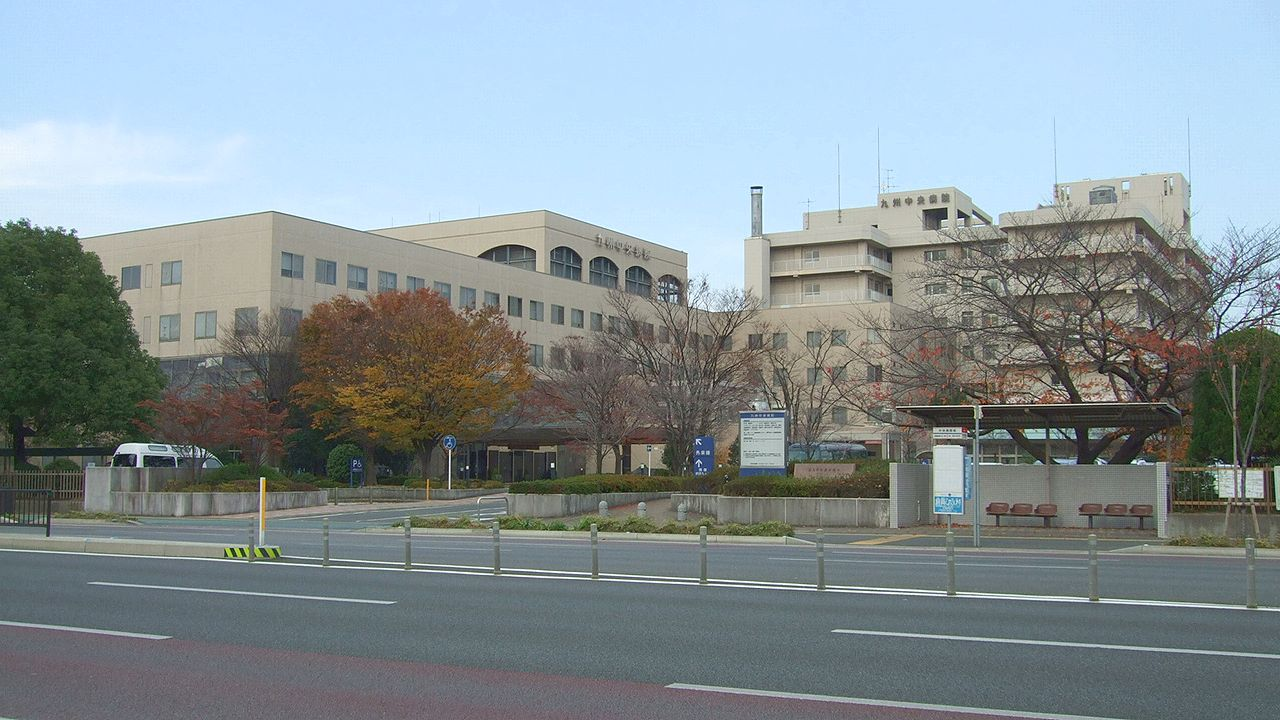
公立学校共済組合九州中央病院

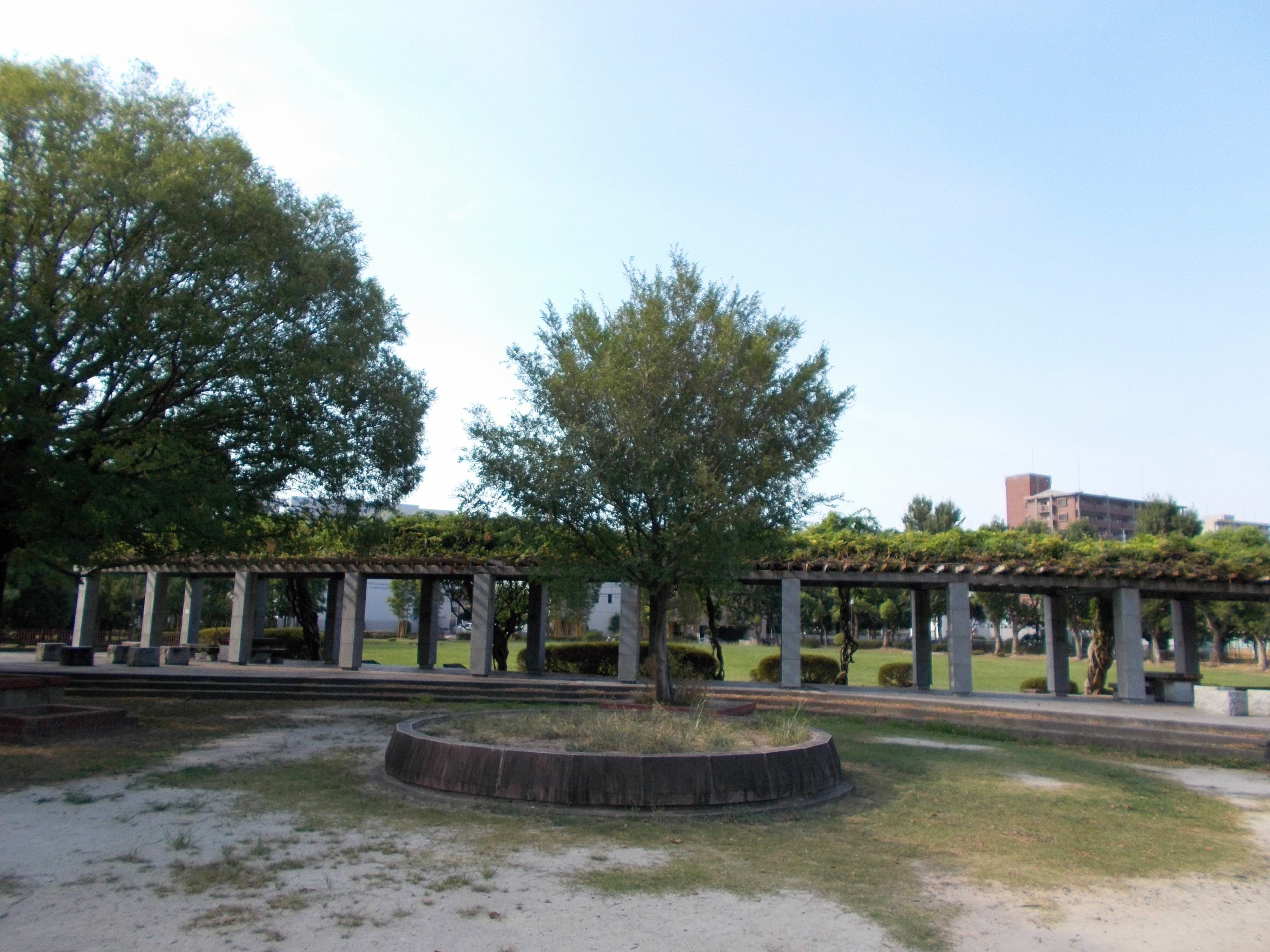
塩原中央公園

- 福岡市南区役所
- 福岡県警察南警察署
- 福岡市南体育館
- 福岡市南図書館
- 福岡市南区保健福祉センター
- 福岡市水道局水質センター
- 福岡市水道サービス公社南営業所
- 日本年金機構南福岡年金事務所
- 福岡市消防局南消防署
- 公立学校共済組合九州中央病院
- 九州電力総合研究所
- 日本電気計器検定所九州支社
- 塩原中央公園
- 大橋シティボウル

### 教育施設
- 福岡市立塩原小学校

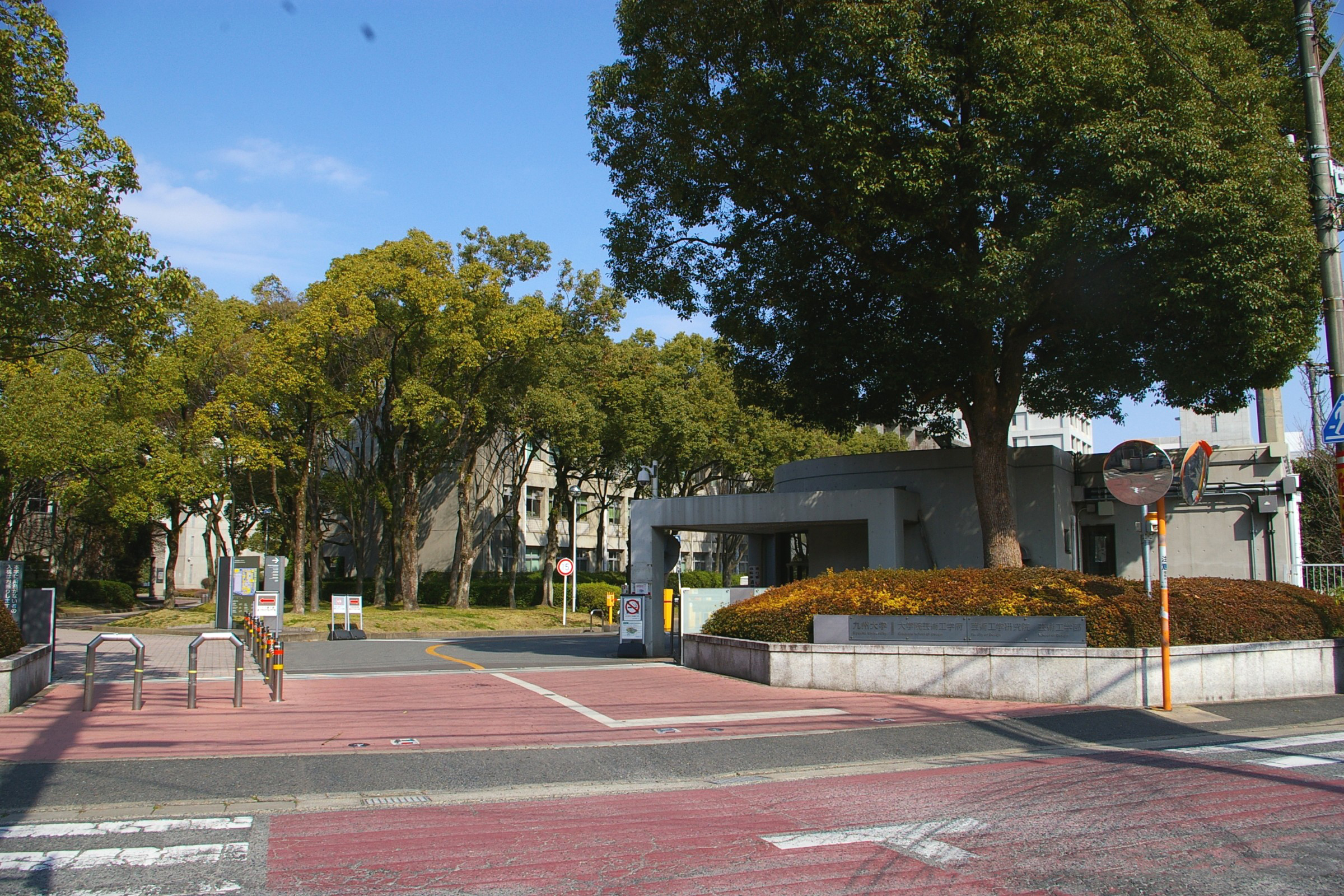
九州大学大橋キャンパス（旧・九州芸術工科大学）

- 九州大学大橋キャンパス（旧・九州芸術工科大学）

## 交通

### 道路
- 日赤通り
- 福岡県道575号山田中原福岡線

### 鉄道
- 西鉄天神大牟田線大橋駅

※最寄り駅。町内に鉄道駅はない。那珂川を挟みJR鹿児島本線竹下駅も徒歩圏内に位置する。

### バス
- 西鉄バス
  - 塩原
  - 塩原四丁目
  - 塩原小学校前
  - 塩原公民館入口
  - 南警察署前
  - 南市民センター前
  - 中央病院前
  - 南区役所前
  - 清水四丁目